# Schistura chapaensis
 Schistura chapaensis és una espècie de peix de la família dels balitòrids i de l'ordre dels cipriniformes.

## Distribució geogràfica
Es troba al nord del Vietnam.

## Amenaces
Les seues potencials amenaces podrien ésser els canvis antropogènics del seu hàbitat (com ara, la sedimentació causada per la desforestació).